# Gizela Šanjo Tot
Gizela Štanjo Tot (mađ. Gizella Stanyo Toth, Feketić/Bácsfeketehegy, 27. novembar 1948), novinarka i aktivistkinja za ljudska prava, učesnica antiratnog pokreta u ratovima u bivšoj Jugoslaviji, aktivna članica Ženskog mirovnog pokreta Srbije, kao i mirovne grupe Žene u crnom.
Profesionalno opredeljenje od početka su bile upravo društvene teme, te je njeno učešće u civilnom društvu bilo preklopljeno sa njenim novinarskim angažmanom.
"…čovek može pobediti samo u uslovima mira, jer mu to daje mogućnost da sopstvene snage i talente iskuje u vrlinu, da sebi stvori život/karijeru, a ne pripadnost partiji, nacionalnosti i kulturi“.

## Biografija
Gizela Štanjo Tot je osnovnu školu završila u Temerinu i Trešnjevcu, a srednju školu u Subotici. Studirala je na Filozofskom fakultetu Novosadskog univerziteta, na Katedri za mađarski jezik i književnost.
Završila je obrazovni program Ženskih studija i istraživanja "Mileva Marić Ajnštajn“ sa sedištem u Novom Sadu.
Gizela Štanjo Tot ima dva sina, i živi i stvara u Novom Sadu.

## Profesionalna karijera
Profesionalnu karijeru je počela kao saradnica Omladinskog programa Radio Novog Sada, a potom prelazi da radi kao politička saradnica u Informativnoj službi Izvršnog veća Vojvodine, a potom i u prevodilačkoj službi.
Nakon skoro decenije provedene van medija, Gizela Štanjo Tot se vraća novinarstvu kao novinarka u dnevnom glasilu na mađarskom jeziku Mađar so (Magyar Szó), u kojem je aktivna i nakon odlaska u penziju.
Sa početkom ratova u bivšoj Jugoslaviji, od 1991. godine do danas, Gizela Štanjo Tot se uključuje u antiratni pokret, i aktivnosti civilnog društva u Srbiji.

## Aktivizam
Gizela Štanjo Tot je bila učesnica niza antiratnih protesta sa početkom rata u bivšoj Jugoslaviji, i kao novinarka i kao aktivistkinja. Protesti poput onih koji su doveli do stvaranja Duhovne republike Zicer, ili suđenja „ senćanskoj trojci“, Gizele Štanjo Tot je zabeležila što kroz medijsko izveštavanje devedesetih godina XX veka, što kroz uređivanje publikacija poput "Mape antiratnog otpora u Srbiji“ i "Vera Vebel Tatić“ u saradnji sa mirovnom ženskom grupom Žene u crnom.
“Pamćenje i sećanje je veoma važno zbog odavanja časti svim onima koji su imali hrabrosti da se suprotstave ludilu, jer rat ne vodi nikud”.
Osim toga, Gizela Štanjo Tot je bila saradnica i na projektu „Životne priče Mađarica u Vojvodini“ u izdanju Ženskih studija i istraživanja (Novi Sad), kao i saradnica zbornika posvećenog istoriji Reformatorske crkve u Feketiću.

## Spoljašnje veze
- Muzej devedestih Архивирано на веб-сајту  (28. новембар 2023)
- Antiratni pokret u Srbiji
- Kratka istorija antiratnog pokreta u Srbiji